# Carlo Binetti
Carlo Secondo Binetti (* 25. Januar 1931 in Basel; † 14. November 2014 ebenda) war ein Schweizer Manager, Politiker und Fussballtrainer.
Binetti wuchs in Basel als Sohn einer aus dem Kanton Tessin stammenden Familie auf. In seiner Jugend spielte er freizeitmässig Schlagzeug und machte eine Lehre zum Schaufensterdekorateur; in den 1970er-Jahren wechselte er in den kaufmännischen Bereich und wurde Prüfungsleiter beim Basler Gewerbeverband und später Personalchef beim Schweizer Unternehmen Globus und beim Bürgerspital Basel. Währenddessen wurde er auf der politischen Ebene aktiv und wurde in den Bürgerrat gewählt, später auch für die Christlichdemokratische Volkspartei (CVP) in den Grossen Rat, das Basler Stadtparlament. Zuletzt war er Ehrenmitglied im Vorstand der CVP Basel-Stadt.
Daneben machte Binetti, der in seiner Jugend u. a. zusammen mit Josef "Seppe" Hügi spielte, Fussballtrainerkurse in Magglingen und trainierte u. a. den BSC Old Boys Basel und führte den Verein einige Jahre. Im November 2014 starb er nach langer Krankheit.